# Ath-Thaʿlabī
Abū Isḥāq Aḥmad ibn Muḥammad an-Nīsābūrī aṯ-Ṯaʿlabī (arabisch أبو إسحاق أحمد بن محمد النيسابوري الثعلبي, DMG Abū Isḥāq Aḥmad ibn Muḥammad an-Nīsābūrī aṯ-Ṯaʿlabī † 1035 oder 1036) war ein iranischer Korangelehrter und Hadith-Sammler.

## Werke
Zu seinen bekanntesten Werken zählt der Tafsīr unter der Kurzbezeichnung Tafsīr al-Ṯaʿlabī. Sein Qisas-al-anbiyā'-Werk ʿArāʾis al-maǧālis fī qiṣaṣ al-anbiyāʾ wurde von Heribert Busse ins Deutsche übersetzt.